# Сібао (футбольний клуб)
Футбольний клуб «Сібао» або просто Сібао (ісп. Cibao Fútbol Club) — домініканський футбольний клуб з міста Сантьяго-де-лос-Трейнта-Кабальєрос. Заснований 8 березня 2015 року. Нині клуб бере участь у Лізі Домініканського Футболу, вишому дивізіоні національного чемпіонату.

## Історія
Заснований 2015 року під назвою Футбольний клуб «Сібао» групою бізнесменів із Сантьяго-де-лос-Кабальєрос, президентом якого став Мануель Естрелла. ФК «Сібао» — одна з найсильніших команд сучасного домініканського футболу, одна з команд у Домініканській лізі з найбільшою кількістю вболівальників.
У своєму першому офіційному міжнародному матчі під егідою КОНКАКАФ «Сібао» розгромив Поліс з Монтсеррата з рахунком 16:0 у клубному чемпіонаті КФС 2017 року, де домініканець Домінго Перальта та гаїтянин Вуденскі Черенфант забили по 4 м'ячі.

## Принципові протистояння
У «Сібао» найпринциповішим суперником серед ЛДФ є команда «Атлетико Пантоя». Вище вказані команди були двома еталонами місцевого футболу, найуспішнішими футбольними клубами країни, й представляє суперництво між містом Сантьяго-де-лос-Кабальєрос (ФК «Сібао») проти столиці Санто-Домінго («Атлетико Пантоя»).
Ще один принциповий суперник – «Мока», команда, з якою «Сібао» грає в найцікавіші та найпринциповіші матчі на півночі країни. Спортивні коментатори та вболівальники вже почали називати матчі між цими двома командами: «Ель-Калсіко Сібао» (ісп. El Clásico del Cibao).

## Стратегічні альянси
«Сібао» об’єднав зусилля з Папським католицьким університетом Мадре і Маестри та Фондом АРМІД, щоб сформувати всесвітньо відому команду. Папський католицький університет Мадре і Маестра надав 26 187 квадратних метрів землі для будівництва стадіону ФК «Сібао». ARMID Foundation-Real Madrid Foundation використав ці засоби для створення першої школи модернізації Фонду «Реал Мадрида» в Латинській Америці, яка відповідатиме за спортивну та академічну підготовку дітей та підлітків.

## Карибський чемпіонат 2017
«Сібао» — перша команда в історії Домініканської Республіки, яка виграла міжнародний трофей, ставши чемпіоном КФС 2017 року. Завдяки голу на 30-й хвилині Ричардом Добасом здобув перемогу (1:0) у фінальному поєдинку проти «Сан-Хуан Джаблоті» на Тринідаді і Тобаго. Клубний чемпіонат Карибського футбольного союзу у вище вказаний рік здобули 4 перемоги, 2 нічиї та 0 поразок.
11 гравців, які взяли участь у фіналі:
- Хуан Пабло Домінгес
- Ернесто Трінідад
- Хосе Тафарел Феррейра
- Сезар Гарсія
- Польсон П'єр
- Рафаель Флорес
- Ричард Дабас
- Шарль Ерольд мол.
- Патрик Соко
- Вуденськи Шерфант
- Домінго Пералта

| фінал 21.05.2017 | «Сан-Хуан Джаблоті» | 0:1     | «Сібао»   | Порт-оф-Спейн, Тринідад і Тобаго                                     |  |
| 20:30            |                     | [ Звіт] | Дабас 30' | Стадіон: Гейзлі Кроуфорд Стедіум Глядачі: 5 000 Суддя: Маріо Ескобар |  |

## Чемпіонат КОНКАКАФ 2018
Після перемоги у клубному чемпіонаті КФС, «Сібао» зустрівся з мексиканським «Чівасом», якому поступився з загальним рахунком 0:7.
| 22.02.2018 | «Сібао» | 0:2 (0:0) | «Гвадалахара»           | Сантьяго, Домініканська Республіка             |  |
| 21:00      |         | [ Звіт]   | Санчес 40' Масіас 90+2' | Стадіон: «Естадіо Сібао» Суддя: Ядель Мартінес |  |

| 28.02.2018 | «Гвадалахара» | 0:2 (0:0) | «Сібао»                                                   | Гвадалахара, Мексика                      |  |
| 19:00      |               | [ Звіт]   | Аланіс 45' Сіснерос 53' Масіас 56' Пулідо 74' Майорга 78' | Стадіон: «Естадіо Акрон» Суддя: Дрю Фішер |  |

## Ліга КОНКАКАФ 2020
«Сібао» кваліфікувався на цей кубок як одні з найкращих у клубному чемпіонаті КФС, але їх участь була короткою, оскільки домініканці зазнали поразки від «Алахуеленсе» з Коста-Рики з рахунком 0:3.
| 04.11.2020 | «Алахуеленсе» | 3:0     | «Сібао» | Алахуела, Коста-Рика                                                     |  |
| 20:00      |               | [ Звіт] |         | Стадіон: «Естадіо Алехандро Морера Сото» Глядачі: 0 Суддя: Маріо Ескобар |  |

## Форма
| Період        | Постачальник |
| ------------- | ------------ |
| 2015-теп. час | Adidas       |

## Статистика виступів у змаганнях під егідою КОНКАКАФ
- Клубний чемпіонат КФС: 1 виступ

2017 - Чемпіонат, фінал відбувся в Порт-оф-Спейн, Тринідад і Тобаго .
- Ліга чемпіонів КОНКАКАФ: 1 виступ

2018 — 1/8 фіналу (поразка від «Гвадалахари» з Мексики).
- Ліга КОНКАКАФ: 1 виступ

2020 — попередній раунд (вилбування від «Алахуеленсе» з Коста-Рики).

## Спонсори
- Adidas
- Banco de reservas
- Asociación Cibao
- Acero Estrella
- Ferretería Ochoa

## Національні досягнення
- Домініканська футбольна ліга
  -  Чемпіон (5): 2018, 2021, 2022, 2023, 2024
  -  Срібний призер (2): 2016, 2019

- Кубок Домініканської Республіки
  -  Володар (2): 2015, 2016

## Міжнародні досягнення
- Клубний чемпіонат КФС
  -  Чемпіон (1): 2017

## Відомі гравці
- /  Віктор Нуньєс
- Дорні Ромеро

## Відомі тренери
| Тренер              | Період          |
| ------------------- | --------------- |
| Альберт Бенайгес    | 2015 - 2018     |
| Хоакін Санчес       | 2018 - Апертура |
| Едвард Асеведо Крус | 2018 - 2020     |
| Хорхе Альфонсо      | 2020 - теп. час |